# Прапор Сквирського району
Пра́пор Скви́рського райо́ну — офіційний символ Сквирського району Київської області, затверджений 22 квітня 2003 року рішенням № 03-01-06 XXIV сесії Сквирської районної ради.

## Опис
Прапор являє собою прямокутне полотнище розмірами у співвідношенні ширини до довжини — 2:3, що складається з трьох рівних горизонтальних смуг: верхня і нижня — блакитного кольору, середня — жовтого. У центрі жовтої смуги зображено герб району без обрамлення золотими колосками та без увінчання золотою короною з дубового листя.